# Музей колониального искусства
Музей колониального искусства  (исп. Museo de Arte Colonial) — художественный музей в Боготе (Колумбия).

## Музей и коллекция

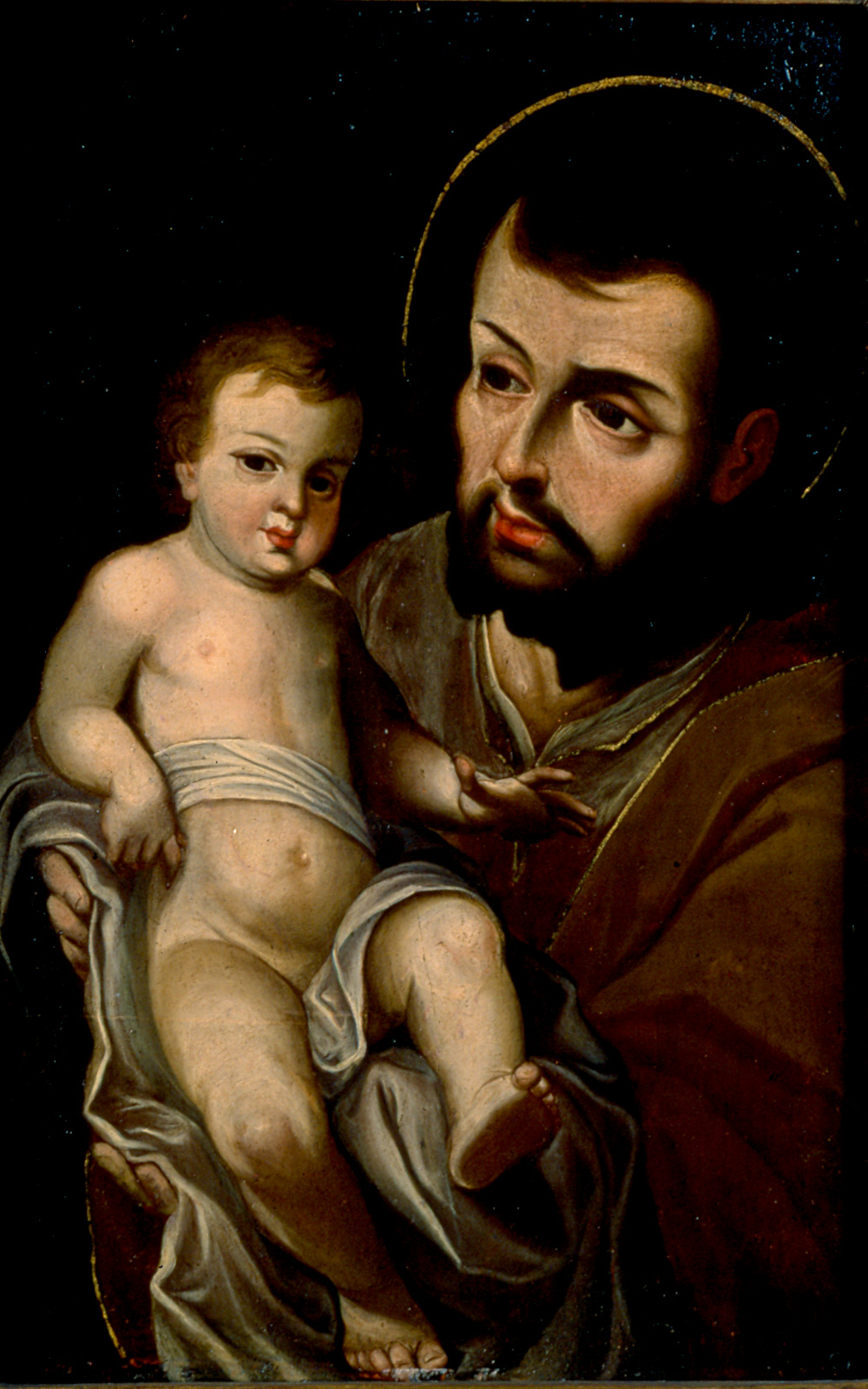
Грегорио Васкес де Арсе-и-Себальос «Святой Иосиф с младенцем»

Музей колониального искусства открыт в 1942 году, он разместился в здании семнадцатого века, в котором ранее находилась Национальная библиотека, а еще раньше — университет и иезуитский колледж Святого Варфоломея. Здание музея включено в список национальных памятников Колумбии.
В коллекции музея представлена живопись, резьба по дереву, мебель, ювелирные изделия, книги и документы колониального периода (1492—1810 годы). Основой коллекции музея является собрание из 76 картин и 106 рисунков Грегорио Васкеса де Арсе-и-Себальос, одного из самых известных художников Новой Гранады.
Среди других работ можно выделить картины Анхелино Медоро и портретную живопись семьи художников Фигероа.
Помимо этого коллекция музея включает в себя десятки изделий, украшенных резьбой и росписью школы Кито и выполненных такими мастерами как Мигель-де-Сантьяго, Каспикара и Бернардо Легардо. Также коллекция включает несколько картин школы Куско с востока Перу, медальоны из слоновой кости из Хуаманги (Перу), резьбу из Мексики и Центральной Америки на религиозную тематику, множество картин из провинциальных городов Новой Гранады, картины и рисунки из Италии, Испании и Фландрии, которые относят к работам Корреджо, Хосе де Рибера и мастерской Рубенса.
В музее также хранятся коллекции фарфора и стекла, старинных музыкальных инструментов, а также коллекция серебряных и золотых изделий мастеров колониальной эпохи, которая включает кубки, чаши, короны, скипетры, курильницы и другие предметы.